# Brad Leeb
Bradley Leeb (* 27. August 1979 in Red Deer, Alberta) ist ein ehemaliger kanadischer Eishockeyspieler, der zuletzt bis April 2013 für die Coventry Blaze in der Elite Ice Hockey League spielte.

## Karriere
Brad Leeb begann seine Karriere bei den Red Deer Midget Chiefs in der Alberta Midget Hockey League. Anschließend absolvierte er fünf Spielzeiten in der kanadischen Juniorenliga WHL, wo er ebenfalls mit einem Team aus seiner Heimatstadt, den Red Deer Rebels, aufs Eis ging. Im Sommer 1999 unterschrieb der Flügelstürmer als Free Agent einen Vertrag bei den Vancouver Canucks, bei denen er für drei Spielzeiten blieb. Allerdings absolvierte Leeb lediglich drei NHL-Spiele für das Franchise aus British Columbia und wurde den Rest der Zeit bei den Farmteams Syracuse Crunch, Kansas City Blades und Manitoba Moose in den Minor Leagues AHL und IHL eingesetzt.
In der Spielzeit 2002/03 wurde der Angreifer im Tausch gegen Tomáš Mojžíš zu den Toronto Maple Leafs transferiert, für die er jedoch ebenfalls lediglich ein NHL-Spiel absolvierte. Zur Saison 2007/08 wechselte Leeb nach Deutschland zum ERC Ingolstadt. Ab 2008 spielte der Kanadier zusammen mit seinem Bruder Greg Leeb bei den Nürnberg Ice Tigers, ehe beide im Sommer 2012 zu den Coventry Blaze in die Elite Ice Hockey League wechselten und dort im Anschluss an die Saison 2012/13 ihre aktiven Profikarrieren beendeten.

### International
Leeb vertrat sein Heimatland bei der U20-Junioren-Weltmeisterschaft 1999. Im Turnierverlauf erzielte er drei Tore und fünf Torvorlagen. Im Finalspiel unterlag er mit Kanada gegen Russland und gewann die Silbermedaille.

## Erfolge und Auszeichnungen
- 1999 Silbermedaille bei der U20-Junioren-Weltmeisterschaft
- 1999 WHL East Second All-Star Team
- 2008 Teilnahme am DEL All-Star Game

## Karrierestatistik
(Legende zur Spielerstatistik: Sp oder GP = absolvierte Spiele; T oder G = erzielte Tore; V oder A = erzielte Assists; Pkt oder Pts = erzielte Scorerpunkte; SM oder PIM = erhaltene Strafminuten; +/− = Plus/Minus-Bilanz; PP = erzielte Überzahltore; SH = erzielte Unterzahltore; GW = erzielte Siegtore; 1 Play-downs/Relegation; Kursiv: Statistik nicht vollständig)